# 博希蒙德七世
博希蒙德七世（Bohemond VII of Tripoli 1261年—1287年10月19日），被称作"公正者"（le Beau）, 的黎波里伯爵（1275-1287）和名义上的安条克公爵。曾经伟大的安条克公国唯一剩下的部分是港口城市拉塔基亚。他在位大部分的时间与圣殿武士交战(1277 - 1282)。
博希蒙德是博希蒙德六世与妻子亚美尼亚的希比拉（Sibylla of Armenia）之子，1275年继承父位，由于还未成年，由其母希比拉摄政。希比拉任命托尔托萨主教巴塞洛缪为市政官。博希蒙德被送到亚美尼亚，1277年他回到的黎波里，立即与马穆鲁克苏丹盖拉温（Qalawun）媾和，并认可圣塞韦里诺的罗杰担任耶路撒冷国王查理一世的摄政。
罗马派系的保罗（Paul of Segni）结交圣殿骑士团的新队长威廉（William of Beaujeu），共同反抗亚美尼亚派系的希比拉和巴塞洛缪主教，这引发了一系列的冲突，博希蒙德烧毁圣殿骑士团在的黎波里的建筑，而圣殿骑士团回应破坏Botron城堡和攻击Nephin，博希蒙德被击败，并被迫签署停战协定。
1287年拉塔基亚被盖拉温攻占，安条克公国最后一块土地失手。不久博希蒙德去世，他的妻子玛格丽特（Margaret of Acre）没有为他留下子嗣，的黎波里陷入了一系列危机，直到他的妹妹露西娅从欧洲回来继承爵位。